# Iglesia de San Miguel (Brihuega)
La iglesia de San Miguel es un templo católico de la localidad española de Brihuega, en la provincia de Guadalajara.

## Descripción

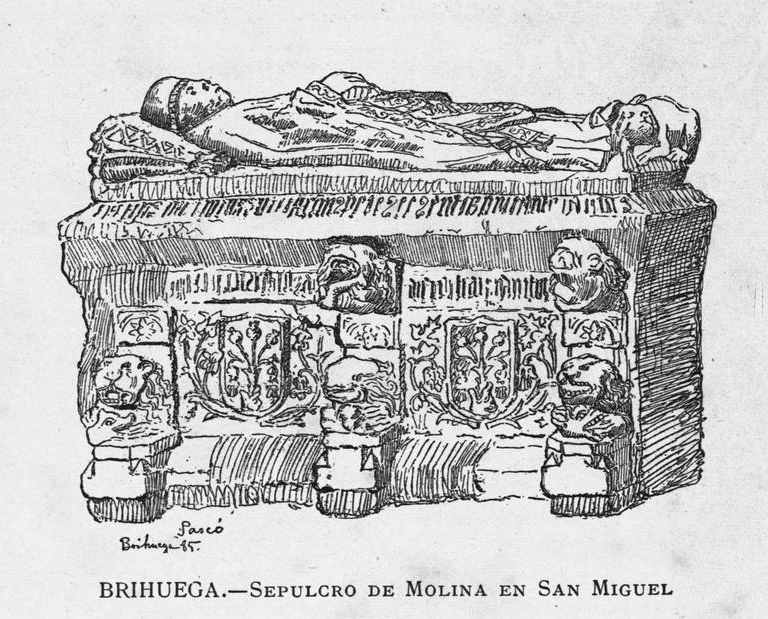
Sepulcro en la iglesia, desaparecido. Dibujo de Pascó (1885).

Se ubica en la localidad guadalajareña de Brihuega, en la comunidad autónoma de Castilla-La Mancha. Su construcción se habría iniciado en la primera mitad del siglo XIII, en tiempos de Rodrigo Jiménez de Rada, arzobispo de Toledo. Ya en el siglo XX, durante la guerra civil desapareció su retablo renacentista. Cuenta con una torre de base cuadrada, que se habría levantado hacia los siglos XV-XVI.
Está incluida dentro del Conjunto Histórico de la Villa de Brihuega, que en la actualidad cuenta con el estatus de bien de interés cultural.